# Liste der Wappen im Wetteraukreis
Diese Liste zeigt die Wappen der Städte und Gemeinden sowie Wappen von ehemals selbständigen Gemeinden und aufgelösten Landkreisen im Wetteraukreis in Hessen.
In dieser Liste werden die Wappen mit dem Gemeindelink angezeigt.

Wappen des Wetteraukreises[1]
Lage des Wetteraukreises in Hessen
Lage des Wetteraukreises in Deutschland

## Wappen der Städte und Gemeinden
- Gemeinde
Altenstadt[2]
- Stadt
Bad Nauheim[3]
- Stadt
Bad Vilbel[4]
- Stadt
Büdingen[5]
- Stadt
Butzbach[6]
- Gemeinde
Echzell[7]
- Stadt
Florstadt[8]
- Kreisstadt
Friedberg (Hessen)[9]
- Stadt
Gedern[10]
- Gemeinde
Glauburg
- Gemeinde
Hirzenhain[11]
- Stadt
Karben[12]
- Gemeinde
Kefenrod[13]
- Gemeinde
Limeshain[14]
- Stadt
Münzenberg[15]
- Stadt
Nidda[16]
- Stadt
Niddatal[17]
- Gemeinde
Ober-Mörlen[18]
- Stadt
Ortenberg[19]
- Gemeinde
Ranstadt[20]
- Stadt
Reichelsheim (Wetterau)[21]
- Gemeinde
Rockenberg[22]
- Stadt
Rosbach vor der Höhe[23]
- Gemeinde
Wölfersheim[24]
- Gemeinde
Wöllstadt[25]

## Wappen ehemaliger Landkreise

Landkreis Büdingen[26]
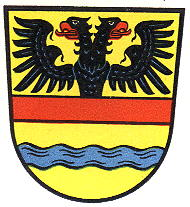
Landkreis Friedberg

## Wappen ehemals selbständiger Städte und Gemeinden

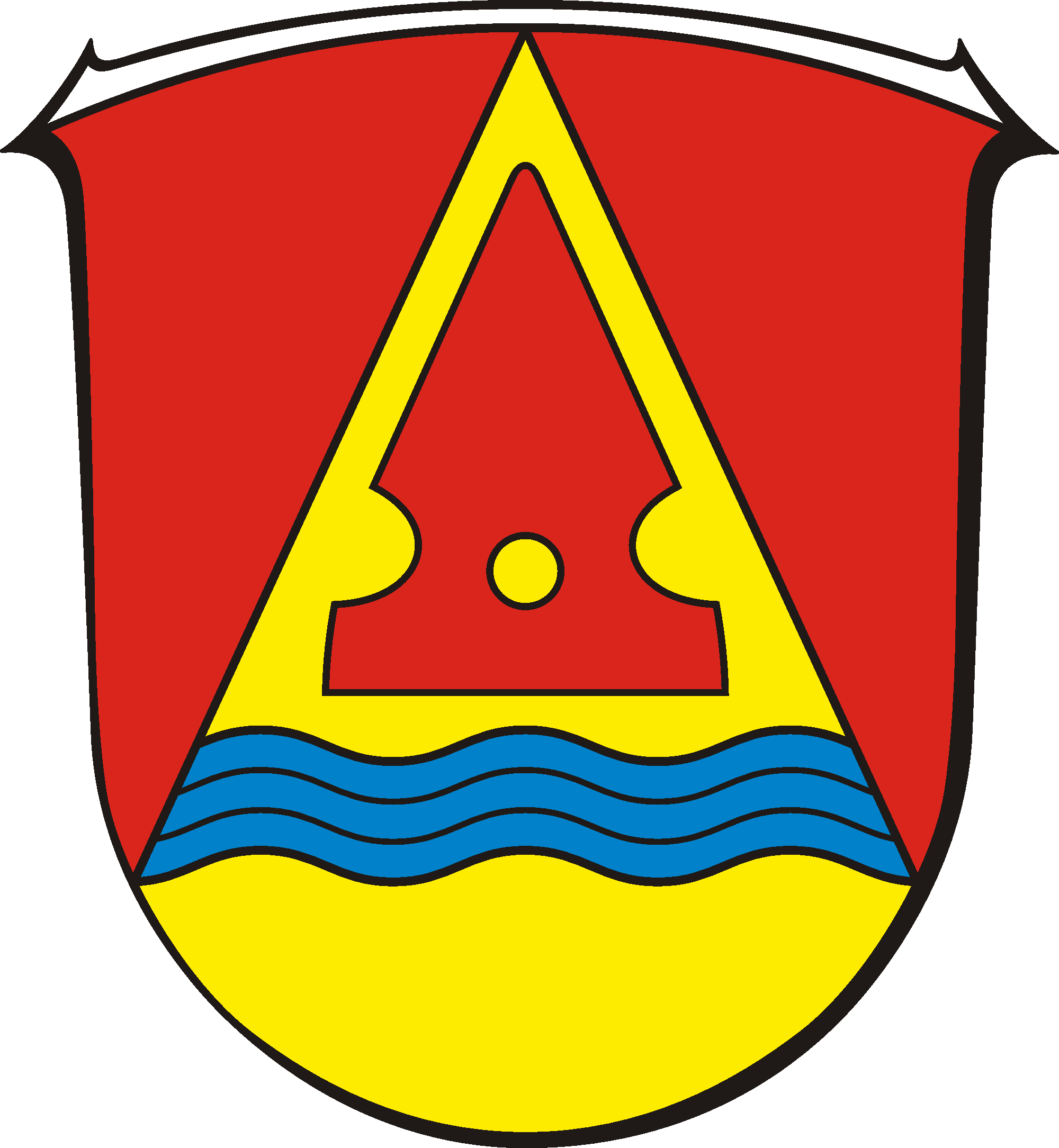
Stadt Büdingen Ortsteil Aulendiebach
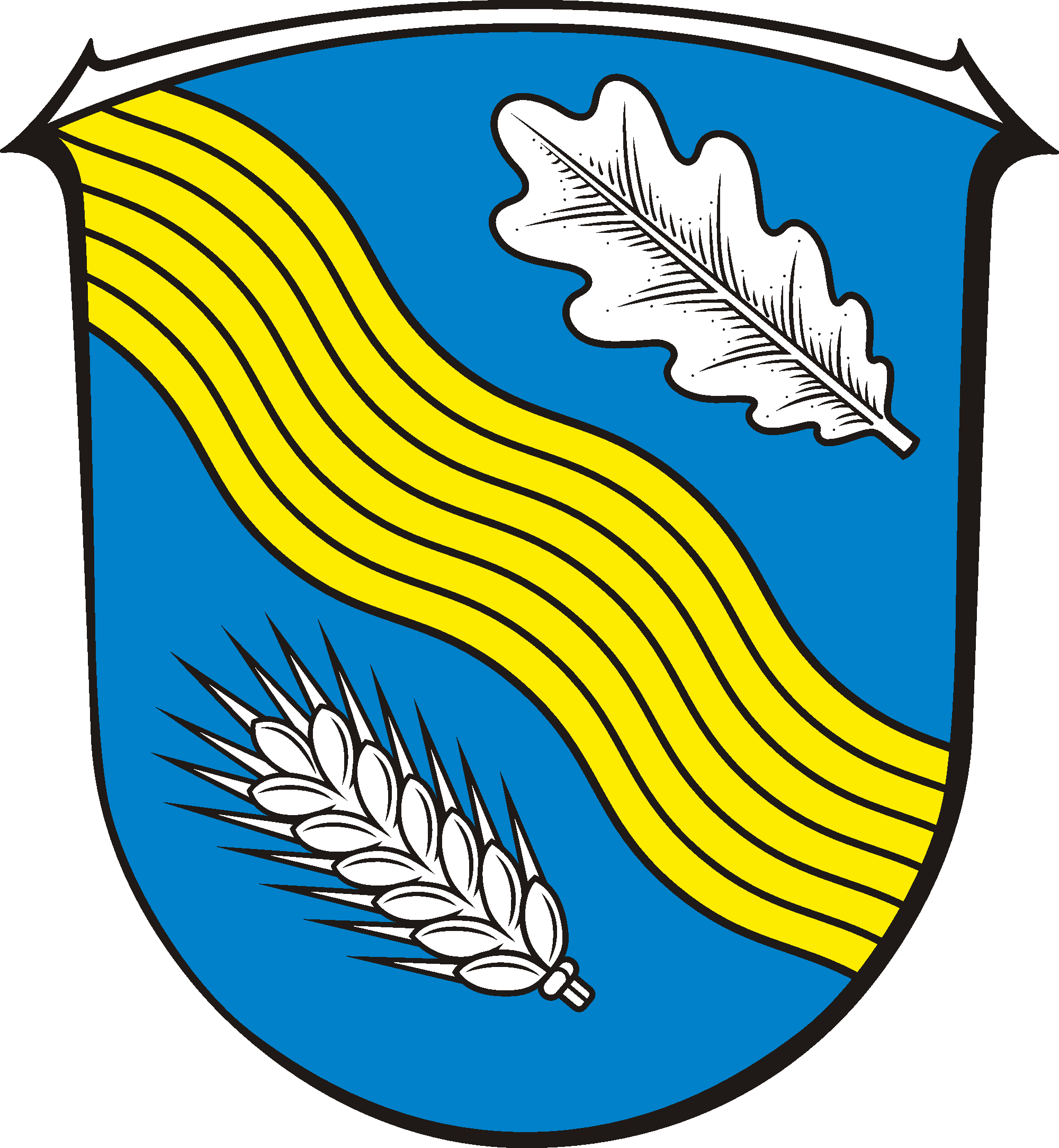
Stadt Ortenberg Ortsteil Bleichenbach
Stadt Büdingen Ortsteil Büches[30]
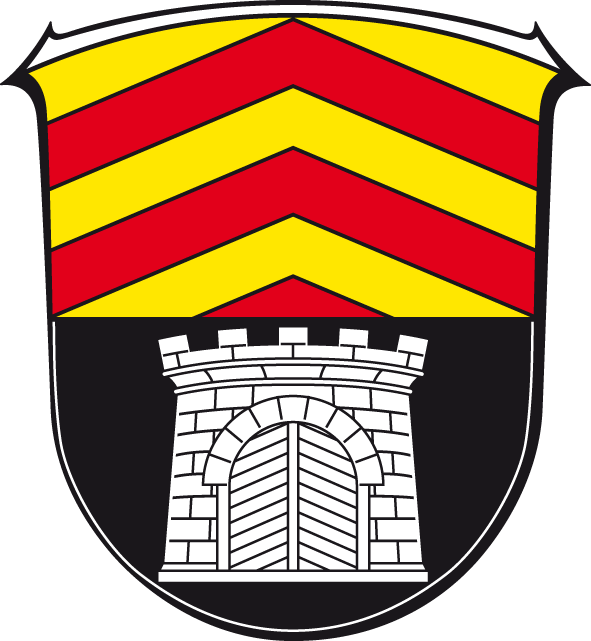
Stadt Friedberg (Hessen) Ortsteil Dorheim
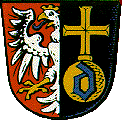
Stadt Bad Vilbel Ortsteil Dortelweil
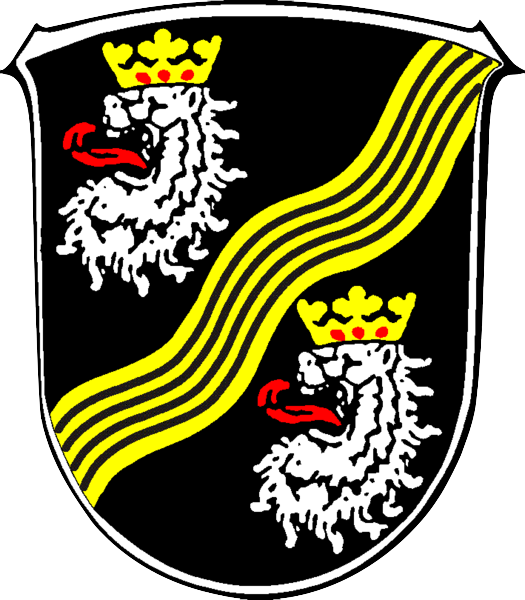
Stadt Büdingen Ortsteil Düdelsheim
Stadt Büdingen Ortsteil Eckartshausen[34]
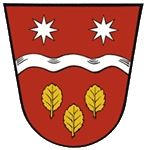
Stadt Nidda Ortsteil Eichelsdorf
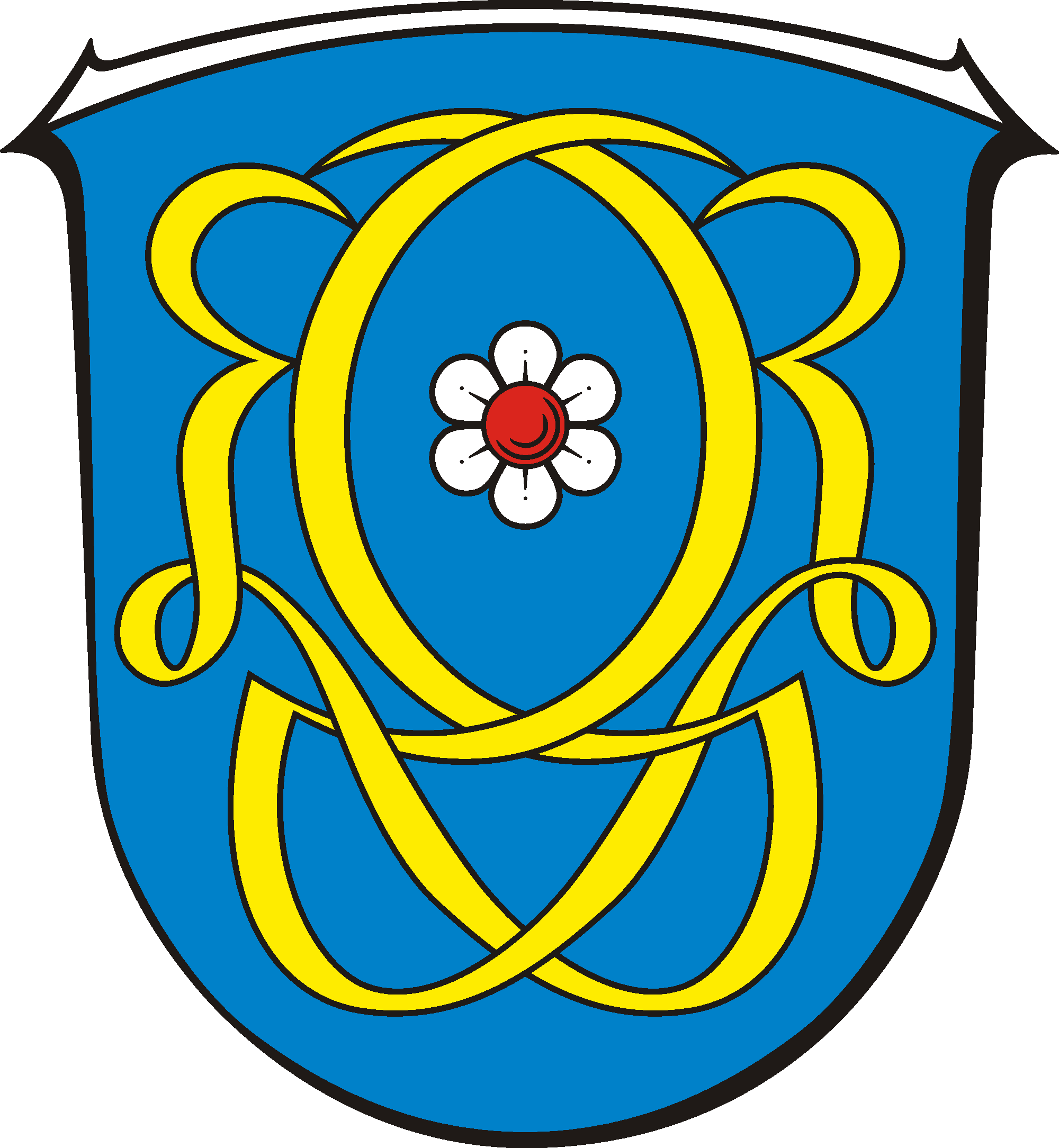
Stadt Butzbach Ortsteil Griedel
Stadt Bad Vilbel Ortsteil Gronau[37]
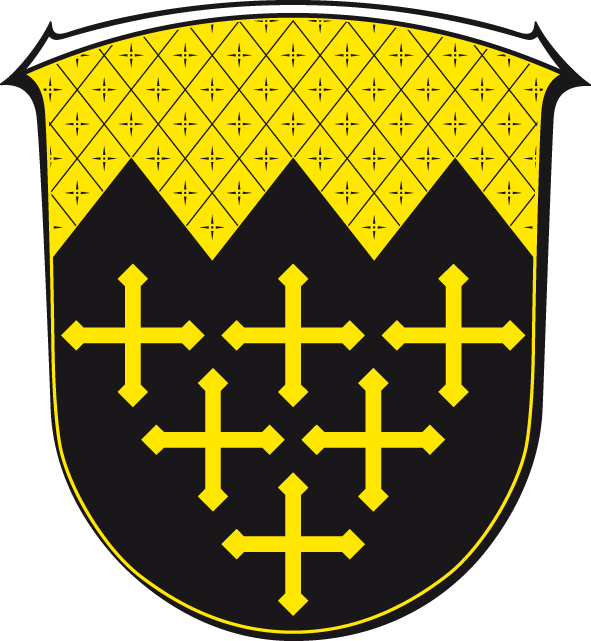
Stadt Butzbach Ortsteil Hoch-Weisel
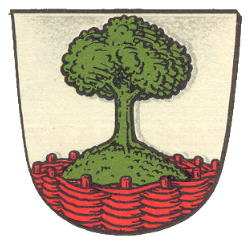
Gemeinde Altenstadt Ortsteil Höchst a. d. Nidda
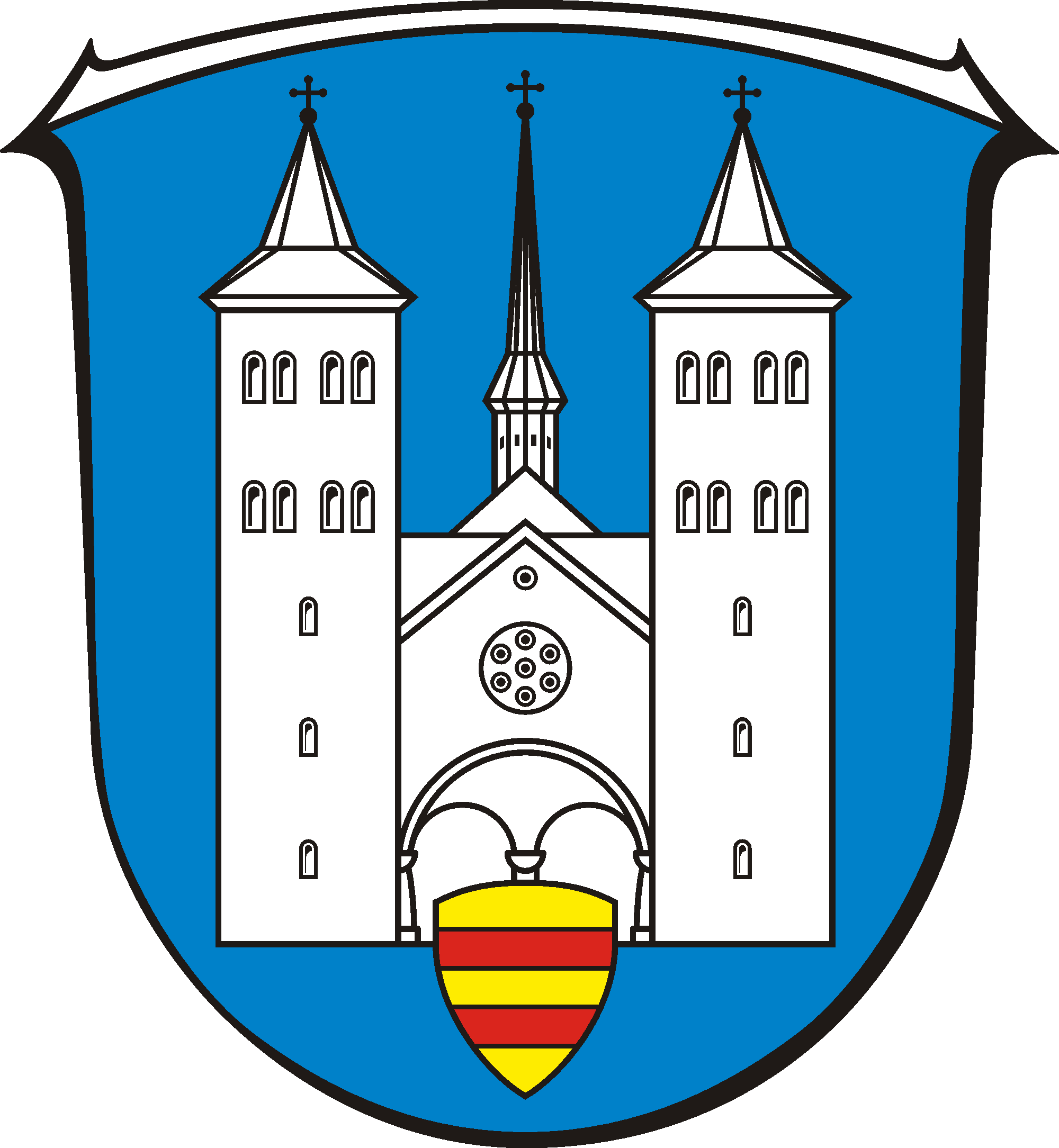
Stadt Niddatal Ortsteil Ilbenstadt
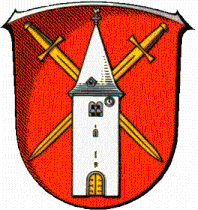
Stadt Butzbach Ortsteil Kirch-Göns
Stadt Karben Ortsteil Klein-Karben
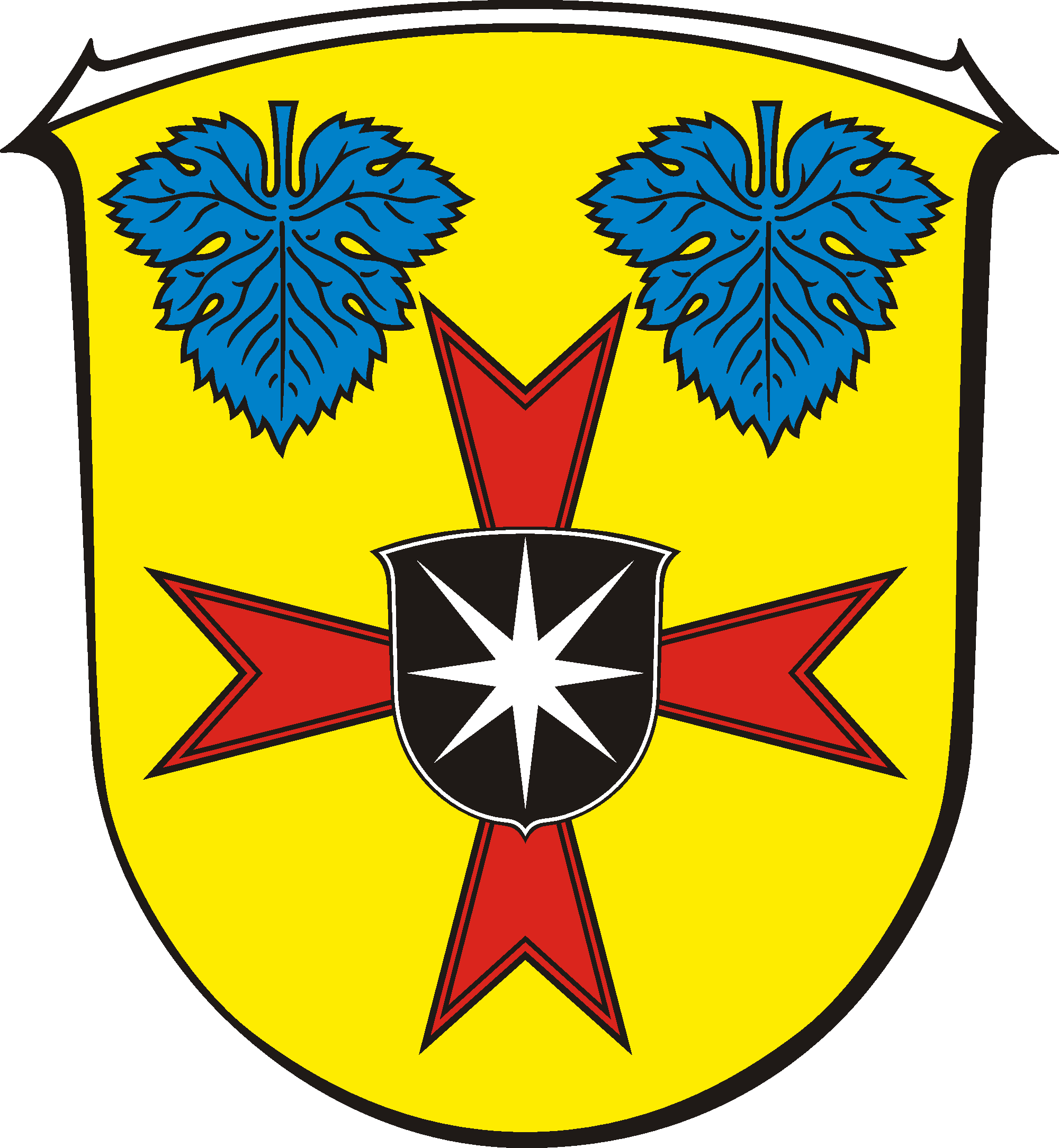
Stadt Nidda Ortsteil Kohden
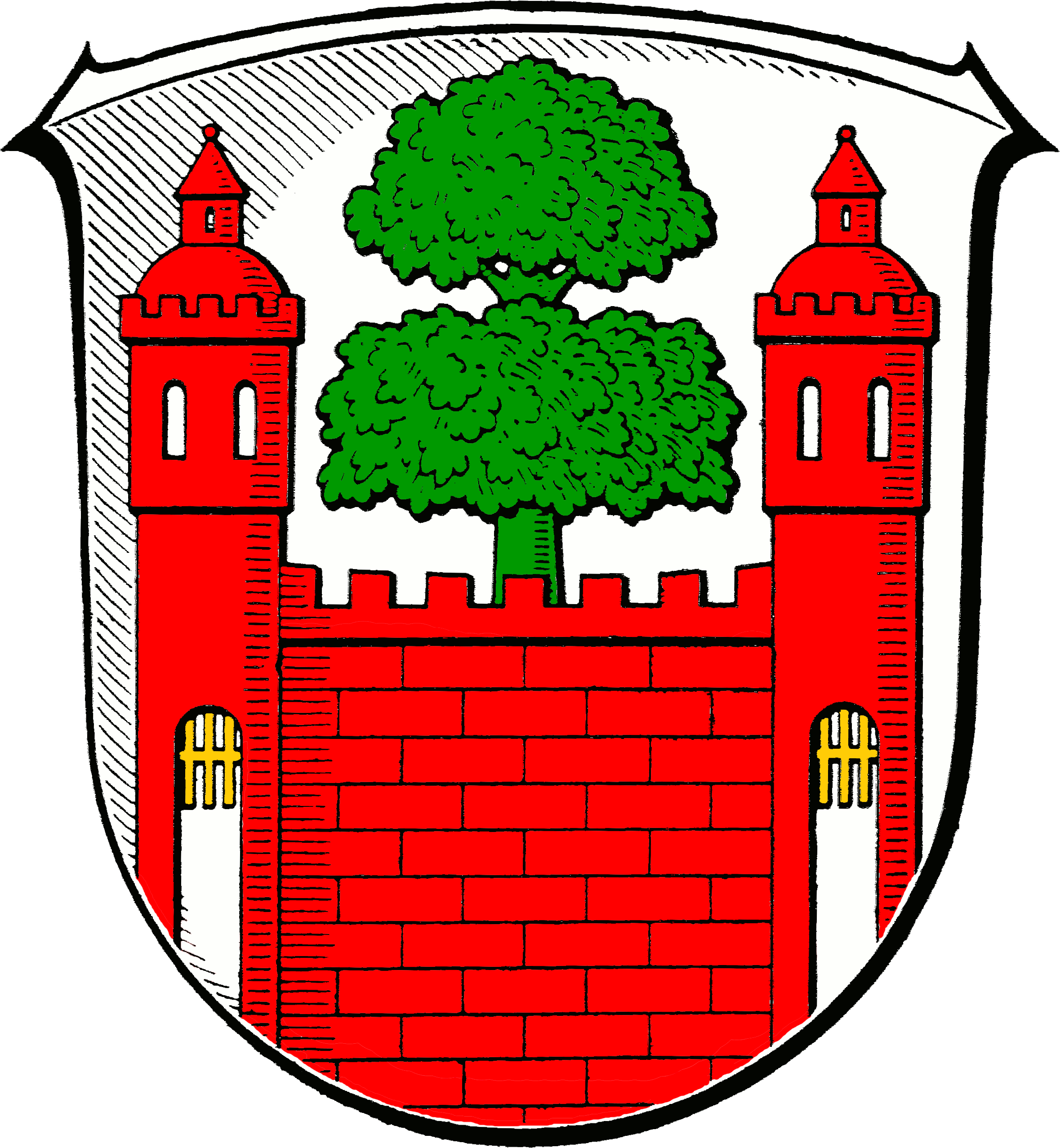
Gemeinde Altenstadt Ortsteil Lindheim
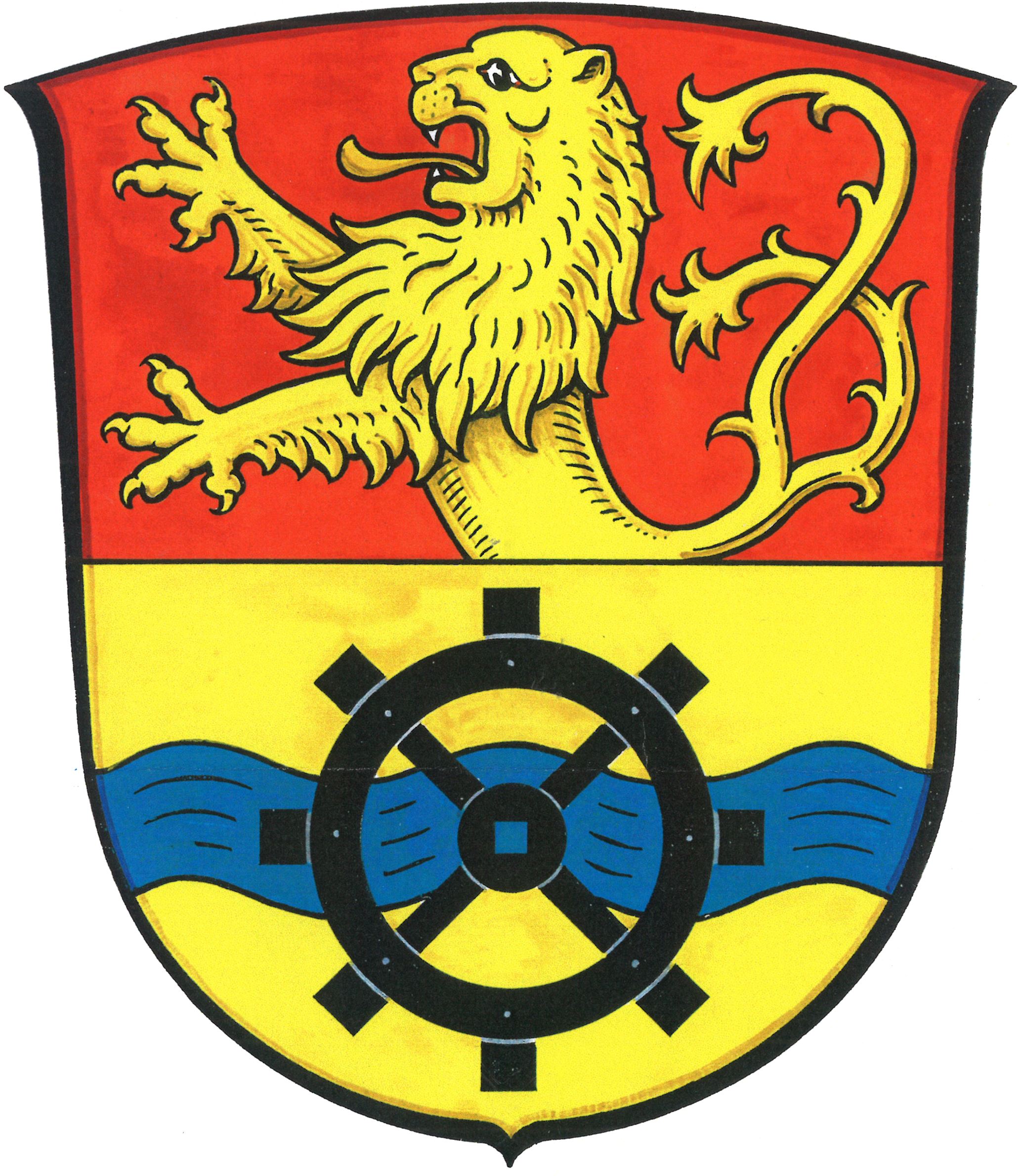
Stadt Büdingen Ortsteil Lorbach
Stadt Bad Vilbel Ortsteil Massenheim
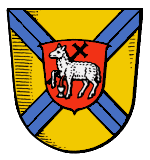
Stadt Bad Nauheim Ortsteil Nieder-Mörlen
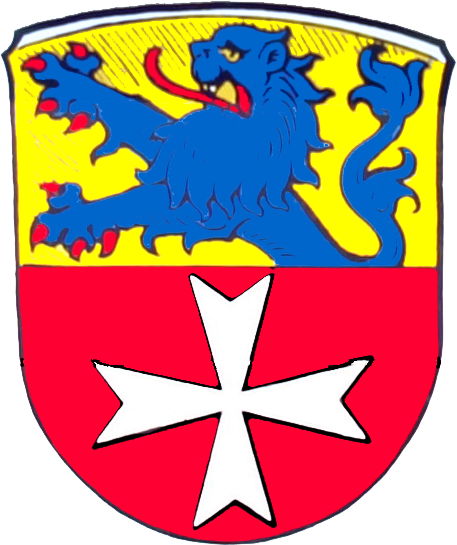
Stadt Butzbach Ortsteil Nieder-Weisel
Gemeinde Wöllstadt Ortsteil Nieder-Wöllstadt
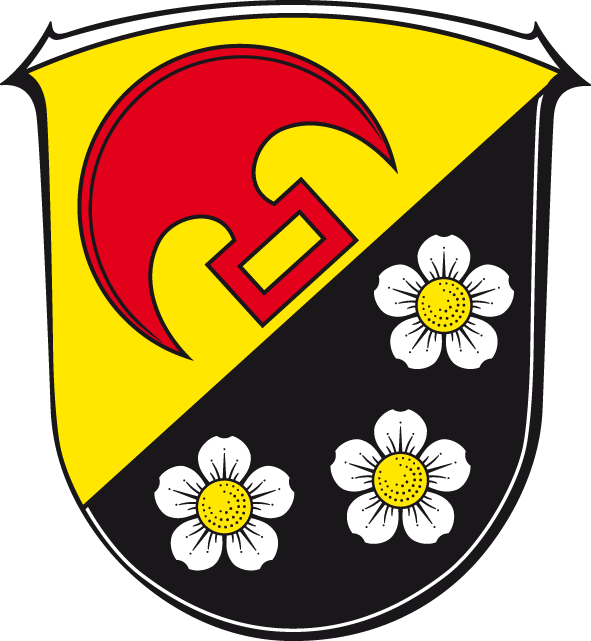
Stadt Friedberg (Hessen) Ortsteil Ockstadt
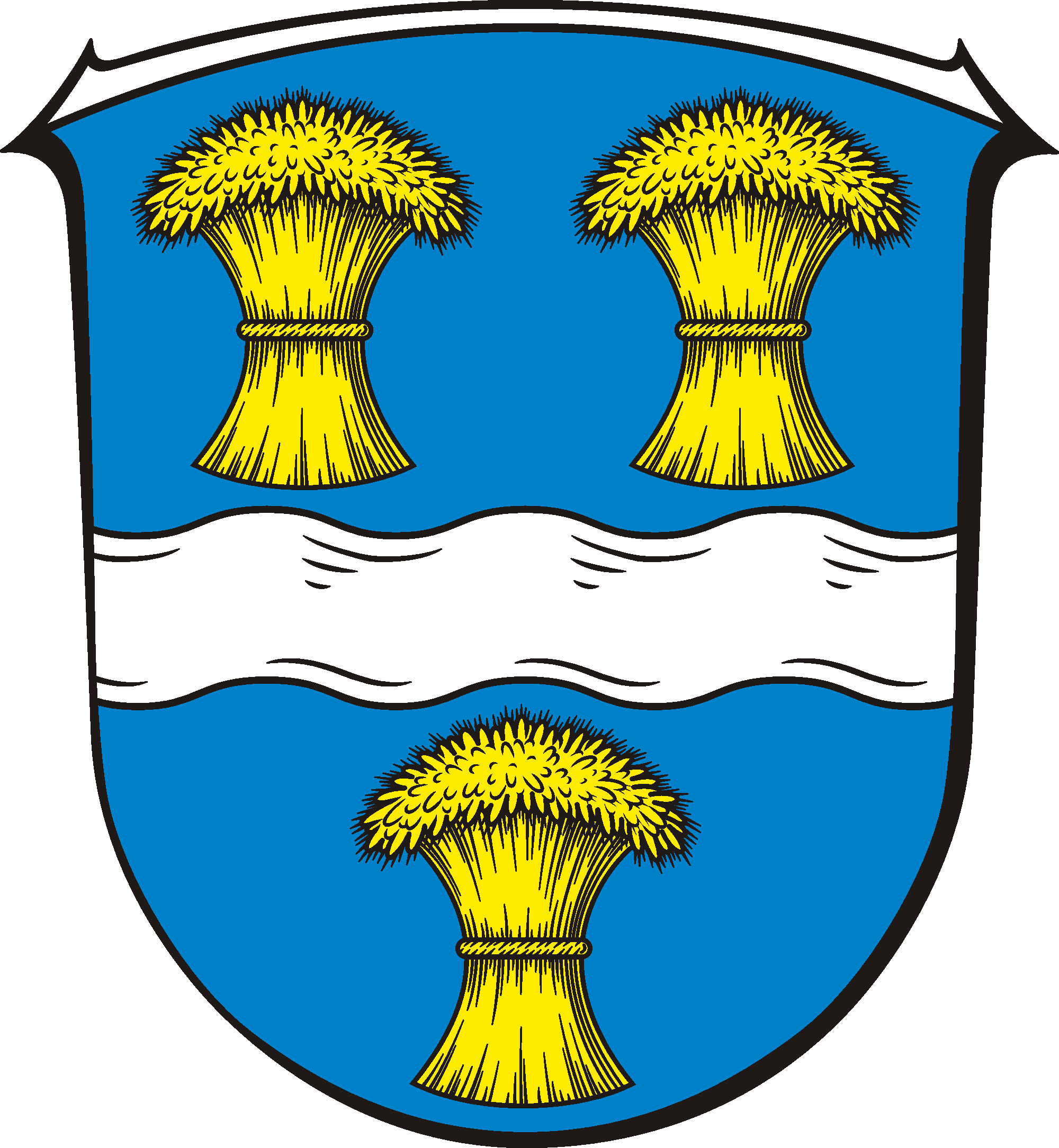
Stadt Karben Ortsteil Okarben
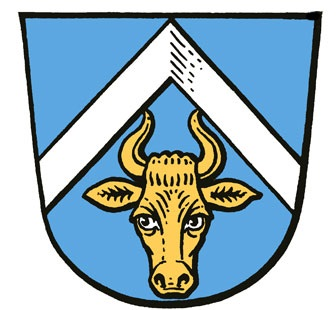
Stadt Friedberg (Hessen) Ortsteil Ossenheim
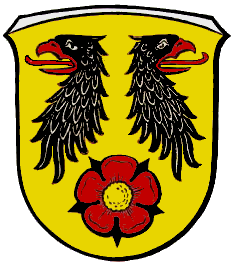
Stadt Karben Ortsteil Rendel
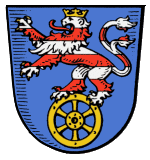
Stadt Bad Nauheim Ortsteil Rödgen
Stadt Büdingen Ortsteil Rohrbach
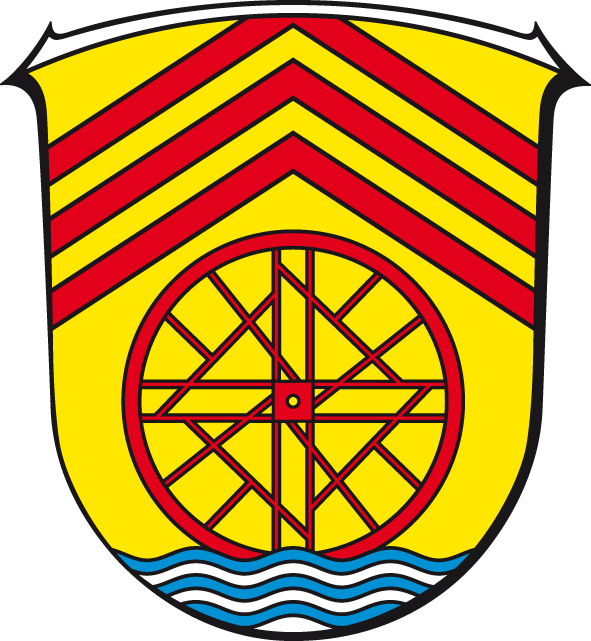
Stadt Bad Nauheim Ortsteil Schwalheim
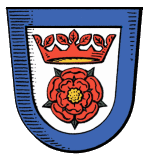
Stadt Bad Nauheim Ortsteil Steinfurth
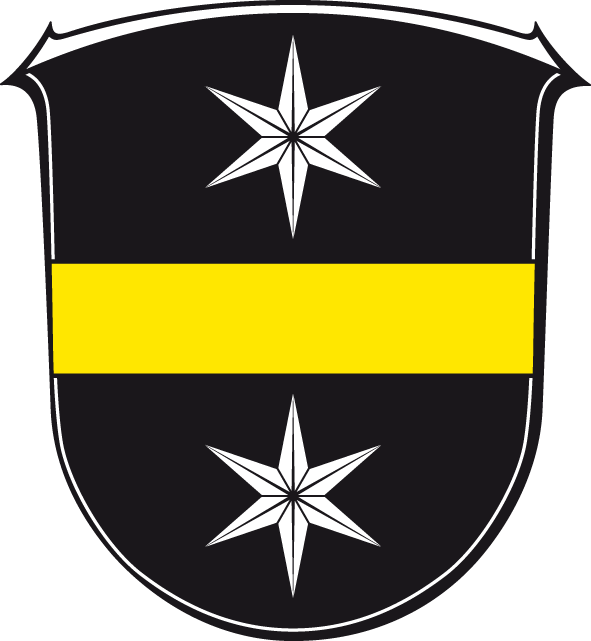
Stadt Nidda Ortsteil Ulfa
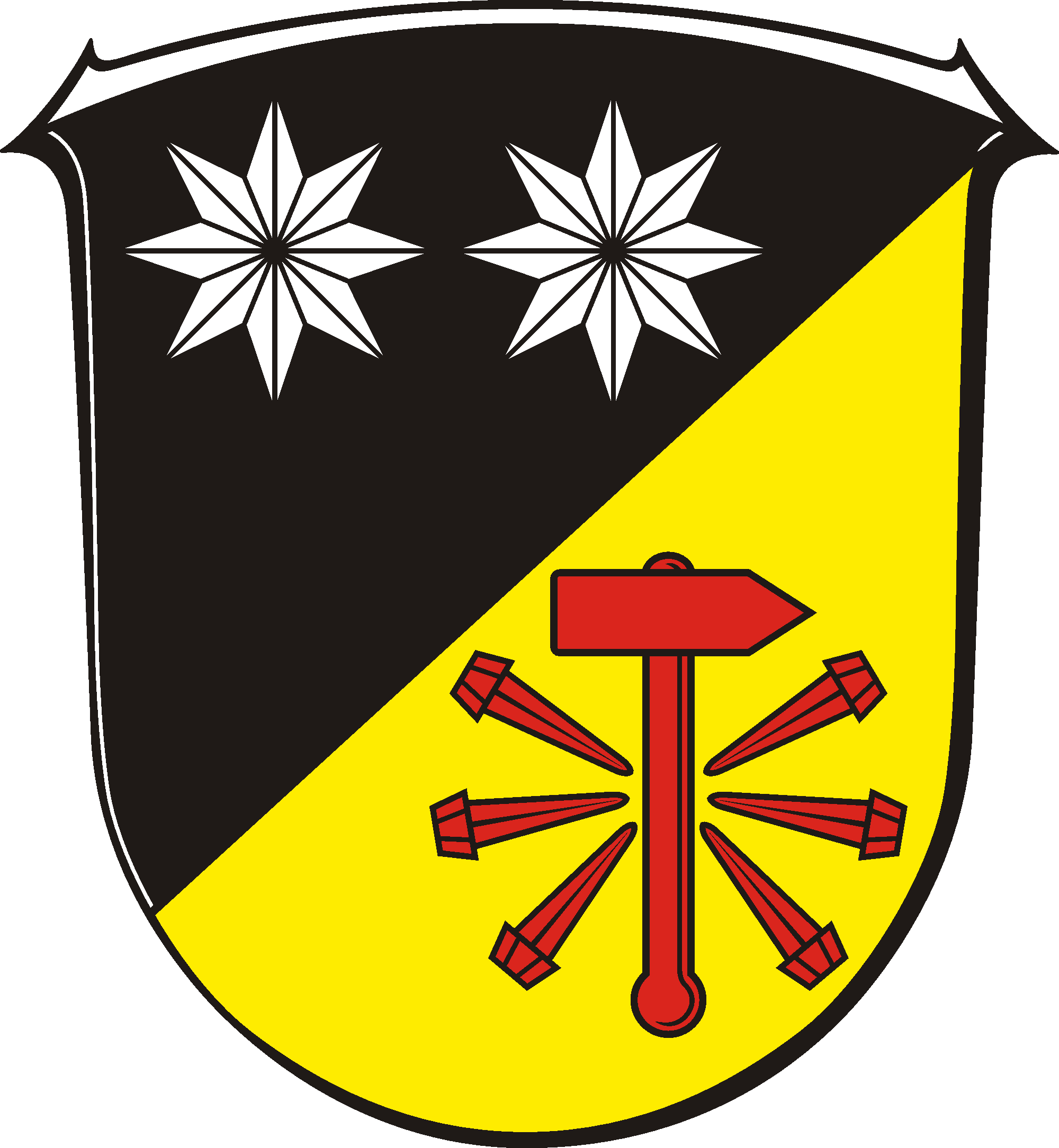
Stadt Nidda Ortsteil Unter-Schmitten
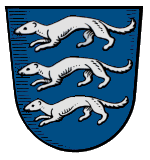
Stadt Bad Nauheim Ortsteil Wisselsheim

- Stadt Butzbach
Ortsteil Hoch-Weisel[38]

Gemeinde Altenstadt
Ortsteil Höchst a. d. Nidda[39]
- Stadt Niddatal
Ortsteil Ilbenstadt[40]
- Stadt Butzbach
Ortsteil Kirch-Göns[41]
- Stadt Karben
Ortsteil Klein-Karben[42]
- Stadt Nidda
Ortsteil Kohden[43]
- Gemeinde Altenstadt
Ortsteil Lindheim[44]
- Stadt Büdingen
Ortsteil Lorbach[45]
Stadt Bad Vilbel
Ortsteil Massenheim
Stadt Bad Nauheim
Ortsteil Nieder-Mörlen[46]
Stadt Butzbach
Ortsteil Nieder-Weisel[47]
- Gemeinde Wöllstadt
Ortsteil Nieder-Wöllstadt[48]
Stadt Friedberg (Hessen)
Gemeinde Echzell
Ortsteil Ockstadt[49]
Stadt Karben
Ortsteil Okarben[50]
Stadt Friedberg (Hessen) Ortsteil Ossenheim
Stadt Karben
Gemeinde Glauburg
Gemeinde Hirzenhain
Ortsteil Rendel[51]
Stadt Bad Nauheim
Gemeinde Kefenrod
Gemeinde Limeshain
Ortsteil Rödgen[52]
Stadt Büdingen
Ortsteil Rohrbach[53]
Stadt Bad Nauheim
Ortsteil Schwalheim[54]
Stadt Bad Nauheim
Gemeinde Ober-Mörlen
Ortsteil Steinfurth[55]
Stadt Nidda
Gemeinde Ranstadt
Stadt Reichelsheim (Wetterau)
Gemeinde Rockenberg
Stadt Rosbach vor der Höhe
Gemeinde Wölfersheim
Gemeinde Wöllstadt
Ortsteil Ulfa[56]
- Stadt Nidda
Ortsteil Unter-Schmitten[57]
- Stadt Bad Nauheim
Ortsteil Wisselsheim[58]

## Blasonierungen
1. ↑  Landkreiswappen: „In dem durch einen blauen Wellenbalken geteilten Schild oben in Gold wachsend der schwarze, rotbewehrte Doppeladler, unten in Silber zwei rote Balken.“
2. ↑  Altenstadt: „In Silber der rotbewehrte schwarze Reichsadler, auf der Brust mit einem goldenen lateinischen “A” belegt.“
3. ↑  Bad Nauheim: „Geteilt von Blau und Schwarz durch einen aus neun silbernen Salzkristallen bestehenden Balken; oben ein wachsender, golden gekrönter und golden bewehrter, fünfmal von Silber und Rot geteilter Löwe; unten ein silberner Sprudel über silbernem Becken.“
4. ↑  Bad Vilbel: „Geteilt und oben von Gold und Silber gespalten, darin je drei rote Sparren; unten geteilt von Rot und Gold.“
5. ↑  Büdingen: „In Gold eine rot gequaderte Zinnenmauer mit schwarzem Tor und goldenem Gatter, hinter der ein zweistöckiger, im oberen Stockwerk mit einem silbernen Schild mit zwei schwarzen Balken belegter, roter Turm hervorwächst, beiderseits mit zwei gleichen, jeweils schwarze Balken auf Silber enthaltende Fahnen besteckt. Der Turm ist begleitet von zwei ebenfalls aus der Zinnenmauer herauswachsenden einstöckigen, roten Zinnentürmen, enthaltend, wie der Mittelturm im unteren Stockwerk, je eine Schießscharte.“
6. ↑  Butzbach: „In Blau ein silberner Rundturm mit Sockel und zwei Erkern mit roten Dächern, begleitet von zwei Schildchen; vorn in Silber drei rote Sparren, hinten unter rotem Schildhaupt golden.“
7. ↑  Echzell: „Schild geteilt und unten gespalten; oben in Rot eine silberne Waage, unten vorne in Grün ein silberner Doppel- oder Forsthaken, hinten in Silber eine blaue doppelkreuzförmige Ortsmarke.“
8. ↑  Florstadt: „Im durch eine erniedrigte Spitze geteilten Schild oben in Rot eine goldene, mit blauen Steinen und silbernen Perlen besetzte, rot gefütterte Lilienkrone, unten in Gold ein rotes Römerzeichen, bestehend aus Schaft mit je drei schmäleren Streben beiderseits, alles rechtschnittig.“
9. ↑  Friedberg: „In Gold ein rot bewehrter schwarzer Doppeladler, belegt mit einem von Silber und Schwarz gespaltenen Brustschild.“
10. ↑  Gedern: „In Rot zwei silberne Pfähle, die mit je einer zugewendeten roten Forelle belegt sind.“
11. ↑  Hirzenhain: „In Grün ein herschauender, rot gezungter goldener Hirschkopf mit zehnendigem Geweih.“
12. ↑  Karben: „In Gold unter blauem, mit drei Garben belegtem Schildhaupt zwei abgewendete schwarze, rot geschnäbelte und -bezungte Adlerköpfe.“
13. ↑  Kefenrod: „Im von einem goldenen Schrägrechts-Wellenbalken geteilten Schild oben in Schwarz zwei gekreuzte silberne Schwerter, unten in Grün zwei gekreuzte silberne Hacken.“
14. ↑  Limeshain: „In Schwarz ein durchgehendes L (silbern), das ein großformatiges, von einem silbernen Limesturm mit roten Türfüllungen belegtes linkes Obereck ausspart.“
15. ↑  Münzenberg: „In Gold zwei rote Zinnentürme über einem blauen Dreiberg, aus dem ein blauer Minzenstengel herauswächst.“
16. ↑  Nidda: „In Schwarz über einem achtstrahligen goldenen Stern (Ziegenhain) im Halbbogen eine silberne, rot (Tor und Fenster) abgesetzte Burg (Nidda).“
17. ↑  Niddatal: „In Silber ein runder, in der Mitte abgesetzter roter Turm mit offenem Tor, oben beseitet von je einem Erker. Die blaue Bedachung findet beim Turm in einem goldenen Kreuz, bei den Erkern in goldenen Knöpfen ihren Abschluss.“
18. ↑  Ober-Mörlen: „In Silber über drei roten Sparren je ein rechtsgewendeter Mohrenkopf, im Schildfuß ein rotes sechsspeichiges Mainzer Rad.“
19. ↑  Ortenberg: „In Gold eine geschlossene rote Zinnenmauer mit offenem Tor, überragt von einem höheren Mittelturm zwischen zwei niedrigeren Seitentürmen mit blauen Dächern.“
20. ↑  Ranstadt: „In neunmal rot-silber geteiltem Schild ein schreitender, schwarzer Hirsch.“
21. ↑  Reichelsheim: „In geteiltem Schild oben im blauen gold-beschindelten Feld ein schreitender, goldener Löwe mit roter Bewehrung, unten in Gold ein schwarzes Kreuz, beseitet von zwei roten Rebblättern.“
22. ↑  Rockenberg: „In Silber drei aus grünem Dreiberg wachsende goldene Roggenähren unter drei roten Sparren.“
23. ↑  Rosbach vor der Höhe: „In Gold ein roter Sparren, oben begleitet von einem blauen Turm und einer blauen Pflugschar, unten von einer roten Rose mit goldenem Butzen und grünen Kelchblättern.“
24. ↑  Wölfersheim: „In Blau eine von zwei silbernen Zinnentürmen flankierte silberne Zinnenmauer, auf dem niedrigeren gezinnten Torturm ein wachsender goldener Falke; darüber schwebend zwei Schilde: rechts in Silber ein durchgehendes rotes Kreuz, links golden unter rotem Schildhaupt.“
25. ↑  Wöllstadt: „Schild durch schwarz-silbernen Balken geteilt, oben in Silber ein wachsendes rotes Rad mit einer auf die Balken übergreifenden blauen Rose, unten in Rot ein silbernes Hufeisen.“
26. ↑  Landkreis Büdingen: „In Blau auf rotem Berg ein gequaderter silberner Turm mit goldenem Tor.“
27. ↑  Landkreis Friedberg: „Im geteilten Schild oben in Gold der wachsende schwarze Doppeladler des Reiches, unten der münzenbergische Schild (Gold unter rotem Schildhaupt) belegt mit einem blauen Wellenband.“
28. ↑  Aulendiebach: „In Rot eine goldene Spitze, belegt mit einem blauen Wellenbalken, überhöht von einer aufgerichteten roten Töpferschiene.“
29. ↑  Bleichenbach: „In Blau ein goldener Schrägrechtswellenbalken, beseitet oben von einem silbernen Eichenblatt und unten von einer silbernen Roggenähre.“
30. ↑  Büches: „In Rot ein vierfüßiger, schragenweise gestellter, silberner Feuerbock.“
31. ↑  Dorheim: „Schild geteilt, oben drei roten Sparren in Gold, unten in Schwarz ein silbernes, bezinntes Tor.“
32. ↑  Dortelweil: „Im gespaltenen Schild vorne in Rot der halbe silberne Frankfurter Adler, hinten in Schwarz ein goldener Reichsapfel (mit großem Kreuz), belegt mit einem blauen D.“
33. ↑  Düdelsheim: „In schwarzem Schild ein goldener Schräglinks-Wellenbalken, beseitet von je einem stilisierten goldgekrönten und rotbezungten silbernen Löwenkopf.“
34. ↑  Eckartshausen: „In Silber unter roten durch drei Spitzen abgeteilten Schildhaupt zwei schwarze Balken.“
35. ↑  Eichelsdorf: „In Rot ein silberner Wellenbalken, oben zwei silberne achtstrahlige Sterne, unten drei goldene Buchenblätter (2:1).“
36. ↑  Griedel: „In Blau ein goldenes Spiegelmonogramm (GR) um eine silberne sechsblättrige Rosette mit rotem Butzen.“
37. ↑  Gronau: „In einem von Grün und Silber gespaltenen Schild zwei oben in Form einer wellenförmigen Spitze schrägaufsteigende, zusammenströmende Flussläufe in verwechselten Farben.“
38. ↑  Hoch-Weisel: „Unter einem goldenen Schildhaupt in Schwarz mit drei oberen Spitzen sechs (3:2:1) goldene Kreuze.“
39. ↑  Höchst an der Nidda: „In Silber auf einem grünen Hügel inmitten eines roten Flechtzaunes eine grüne Linde.“
40. ↑  Ilbenstadt: „In Blau eine silberne doppeltürmige Basilika (mit Vierungsturm) in Vorderansicht, deren Eingangshalle im unteren Teil mit einem goldenen Schild mit zwei roten Balken belegt ist.“
41. ↑  Kirch-Göns: „In Rot über zwei gekreuzten goldenen Schwertern ein silberner Kirchturm mit goldener Tür und romanischem Doppelfenster, bekrönt von einem rechtsgewendeten Hahn über einem rhombisch gefassten Turmkreuz.“
42. ↑  Klein-Karben: „In Rot eine blaugebündelte goldene Garbe unter einem mit drei schwarzen Kreuzen belegten goldenen Schildhaupt.“
43. ↑  Kohden: „In Gold auf einem oben von je einem blauen Rebblatt beseiteten roten Johanniterkreuz aufgelegt ein schwarzer Herzschild mit achtstrahligem silbernen Stern.“
44. ↑  Lindheim: „In Silber über einer beiderseits mit einem Turm abschließenden roten Zinnenmauer eine gestufte grüne Linde.“
45. ↑  Lorbach: „Geteilt, oben in Rot ein wachsender, doppelschwänziger, goldener Löwe; unten in Gold ein blauer Wellenbalken, überschnitten von einem schwarzen Mühlrad.“
46. ↑  Nieder-Mörlen: „In Gold auf blauem Schrägkreuz aufgelegt ein roter Herzschild mit einem silbernen, ein schwarzes Kreuz tragenden und in einen Kelch blutenden Lamm.“
47. ↑  Nieder-Weisel: „Geteilt von Gold und Rot, oben der wachsende rotbewehrte blaue Solmser Löwe, unten das silberne Johanniterkreuz.“
48. ↑  Nieder-Wöllstadt: „In schräglinks geteiltem Schild vorne in Gold eine schwarze Rose mit rotem Butzen, hinten in Blau ein goldenes Hufeisen.“
49. ↑  Ockstadt: „Schild schrägrechts geteilt, vorn in Gold ein rotes Beileisen, hinten in Schwarz drei fünfblättrige silberne Kirschblüten mit goldenem Fruchtknoten.“
50. ↑  Okarben: „In Blau von silbernem Wellenband geteilt, oben zwei und unten eine goldene Garbe.“
51. ↑  Rendel: „In Gold zwei jeweils nach dem Schildrand schauende schwarze Adlerköpfe, rotbezungt, darunter eine rote Rose.“
52. ↑  Rödgen: „In Blau der bunte hessische Löwe auf einem kleinen goldenen Rad.“
53. ↑  Rohrbach: „In Silber eine aufsteigende schwarze Spitze.“
54. ↑  Schwalheim: „In goldenem Schild unter drei roten Sparren ein rotes Rad auf blau-silbernen Wellenlinien als Schildfuß.“
55. ↑  Steinfurth: „In Silber mit blauem Schildbord eine gefüllte rote Rose mit goldenem Butzen und grünen Kelchblättern, darüber eine rote Blätterkrone.“
56. ↑  Ulfa: „In Schwarz ein goldener Balken oben und unten je ein sechsstrahliger silberner Stern.“
57. ↑  Unter-Schmitten: „In schräglinks geteiltem Schild oben in Schwarz zwei achtstrahlige silberne Sterne, unten in Gold ein roter Hammer, von sechs roten Nägeln beseitet.“
58. ↑  Wisselsheim: „In Blau drei, pfahlweise gestellte, silberne Wiesel.“